# 1103
1103 (MCIII) fue un año común comenzado en jueves del calendario juliano.

## Acontecimientos
- Ocho Venado contrae matrimonio con Trece Serpiente-Serpiente de Flores, heredera al trono de Tilantongo.

## Nacimientos
- André de Montbard, maestre de la Orden del Temple.
- Guillermo Adelin